# Bonaventura Rubino
Bonaventura Rubino (ur. ok. 1600 w Montecchio koło Bergamo, zm. ok. 1668 w Palermo)  – włoski kompozytor, kapelmistrz okresu baroku; franciszkanin z zakonu Braci Mniejszych Konwentualnych.

## Życiorys
W latach 1643–1665 pełnił funkcję kapelmistrza (maestro di cappella) w katedrze w Palermo. Był członkiem Accademia degli Accesi . Brał czynny udział w muzycznym i religijnym życiu miasta, w szczególności komponując psalmy i występując podczas uroczystości w bazylice św. Franciszka w Palermo . Jego Vespro dello Stellario z 1644 zostały zrekonstruowane w 1996, a następnie wykonane przez 120 muzyków, w tym 4 organistów, znaczną liczbę śpiewaków, zgrupowanych w 12 chórów, oraz innych instrumentalnistów. Zespoły realizujące wykonanie ustawiono w formie gwiazdy (Stellario). W wykonaniu uczestniczył m.in. polski chór Poznańskie Słowiki.

## Dzieła
- Opus I, Prima parte del tesoro armonico, Palermo, P.Scaglione, S.De Angelo, 1645
- Opus II, Messa e Salmi a otto voci concertati nel primo coro, Palermo, F.Terranova, 1651
- Opus III, Primo libro de mottetti concertati, Palermo, F.Terranova, 1651
- La Rosalia guerriera, 1652
- Opus IV, Secondo libro de mottetti concertati, Palermo, G.Bisagni, 1653
- Opus V, Salmi varii variamente concertati, Palermo, G.Bisagni, 1655
- Opus VI, Salmi concertati a cinque voci, Palermo, G.Bisagni, 1658
- Opus VII, Salmi davidici concertati a tre e quattro voci, Palermo, G.Bisagni, 1658

## Nagrania
Vespro per lo Stellario. Zespół wokalny Studio di Musica Antica Antonio Il Verso, Palermo; Chór G.P. Palestrina z Messyny; Zespół Eufonia z Palermo; zespół Mille Regretz z Catanii; Słowiki Poznańskie. Ensemble Elyma. Kierownictwo: Gabriel Garrido, K617. 2CD